# Joseph Junker

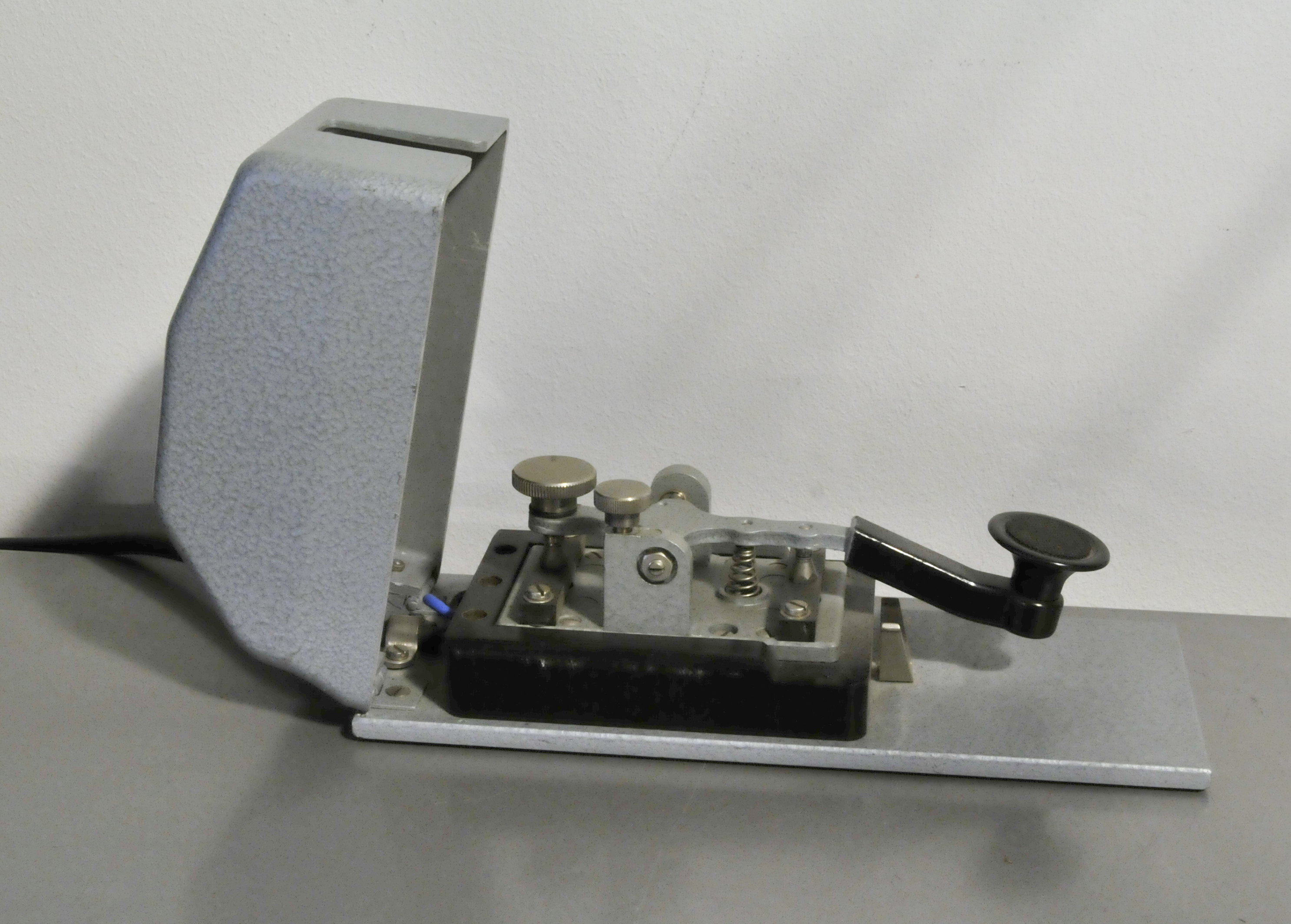
Original Junker Morsetaste, Bad Honnef, zivile Variante

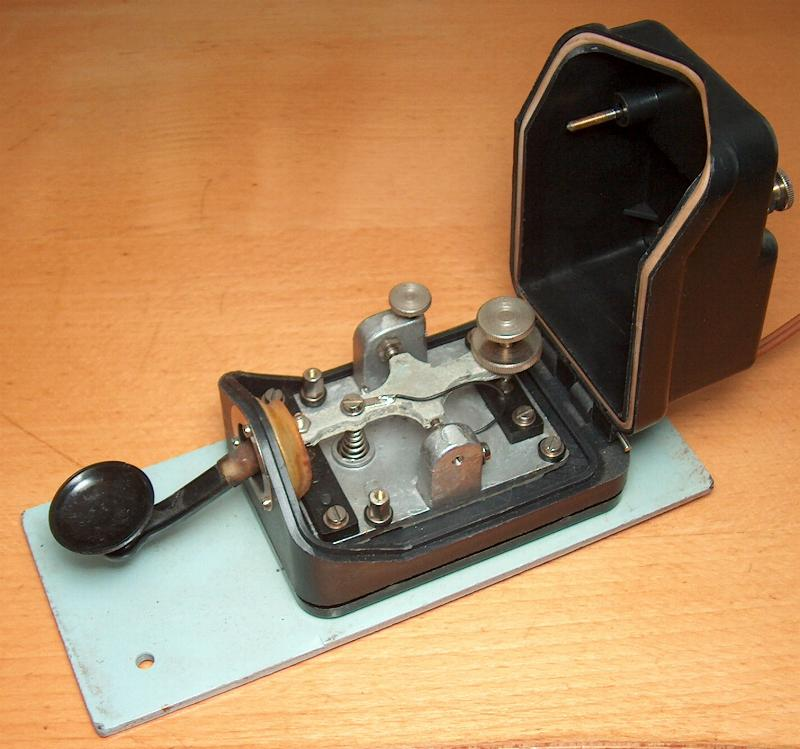
Nachbau einer Junker-Morsetaste aus der DDR

Joseph Junker (* 19. Jahrhundert; † 1946) war ein deutscher Funktechniker. Er entwickelte die Junker Morsetaste M.T.

## Leben
Joseph Junker gründete 1926 in Berlin die Funktechnischen Werkstätten. Dieses Unternehmen existierte bis 2014 als Joseph Junker GmbH. Hier stellte er u. a. Bananenstecker, später für den militärischen Bereich Röhrensender und -empfänger sowie Prüfgeräte für U-Boote her. Die Junker Morsetaste M.T. wurde Ende der 1920er Jahre entwickelt und am 11. November 1931 patentiert. Die Junker-Tasten, bei denen Hubhöhe und Federdruck durch Stellschrauben einstellbar sind und die noch heute in dieser Form insbesondere bei Funkamateuren weltweit im Einsatz sind, gelten als Präzisionstasten. Zeitgemäß modifiziert stellte Junker diese Tasten bis 2014 her.

## Joseph Junker GmbH
Nach der Gründung der Firma 1926 in Berlin wurde 1934 ein Zweigwerk in Honnef gegründet. Nach Ende des Zweiten Weltkrieges wurde der gesamte Fertigungsbetrieb von Berlin an den neuen Standort in Honnef verlegt. In den 1970er Jahren stieg die Firma in die Telefoninstandsetzung für die damalige Deutsche Bundespost ein. Sie setzte bis zu 350.000 Telefone jährlich instand.
Seit Anfang der 1990er Jahre wurde das Leistungsspektrum der Firma erweitert: Junker fertigte Montagesysteme für die Elektrotechnik sowie Rahmen und Gestelle für die Telekommunikationsindustrie. Das Unternehmen belieferte u. a. die Deutsche Telekom AG, die Siemens AG und die Krone GmbH mit Technik für den Telefonanlagenbau, öffentliche Vermittlungssysteme sowie öffentliche Kommunikationsnetze.
Laut Auszug aus dem Registerportal ist die Firma erloschen: „HRB 6638: Joseph Junker GmbH, Bad Honnef, August-Lepper-Straße 3, 53604 Bad Honnef. Die Liquidation ist beendet. Die Gesellschaft ist gelöscht.“